# Engin Çeber
Engin Çeber (5 maggio 1979 – 8 ottobre 2008) è stato un attivista turco per i diritti umani in Turchia, torturato e ucciso mentre era in custodia della polizia. Nel 2012, dodici guardie carcerarie e funzionari vennero condannate al carcere in relazione a questa morte, inducendo Amnesty International a definirlo un "caso storico".

## Biografia
Çeber fu arrestato nel 2008 dopo aver criticato le autorità per non aver indagato e punito gli agenti di polizia che avevano sparato ad un attivista di sinistra, che in seguito a questo episodio rimase paralizzato. Portato in prigione a Istanbul, venne duramente picchiato. Dopo essersi lamentato con il suo avvocato, fu  trasferito in ospedale, dove cadde in coma e morì di emorragia cerebrale l'8 ottobre. Amnesty International criticò la situazione dei diritti umani della Turchia sostenendo che la morte è "un'ulteriore prova che la tortura e i maltrattamenti sono diffusi nei luoghi di detenzione in Turchia", nonostante la "tolleranza zero" del governo contro la tortura. Poco dopo la morte di Çeber, Mehmet Ali Sahin, ministro della giustizia turco, si scusò, annunciando che 19 funzionari erano stati sospesi in attesa delle indagini.
Nell'ottobre 2011, quattro funzionari vennero condannati all'ergastolo per il loro ruolo nella morte di Ceber. Tuttavia, questo verdetto fu ribaltato dalla Corte suprema d'appello, che stabilì che la condivisione dello stesso avvocato da parte di alcuni imputati avesse interferito con il loro diritto a un processo equo. Il processo si ripeté e nel verdetto del secondo processo del 2 ottobre 2012, due guardie carcerarie e il loro supervisore furono condannati all'ergastolo per aver torturato a morte Çeber. Altri nove funzionari ricevettero pene detentive per i diversi ruoli avuti nel caso. Amnesty International salutò il verdetto chiamandolo "un momento storico per la giustizia nel Paese": "la prima volta nella storia del diritto turco che funzionari statali sono stati incarcerati a vita per aver causato la morte attraverso la tortura".  